# Franz Augsberger
Franz Augsberger (ur. 10 października 1905 w Wiedniu, zm. 19 marca 1945 w Prudniku) – SS-Brigadeführer w Waffen-SS, dowódca Legionu Estońskiego SS w czasie II wojny światowej.

## Życiorys
Urodził się w Wiedniu jako syn właściciela hotelowego. Przez rok uczęszczał do szkoły wojskowej. Po zakończeniu I wojny światowej poszedł na studia z zakresu inżynierii i architektury. W lipcu 1927 roku wstąpił do Steirischer Heimatschutz, antykomunistycznej, antysemickiej i antyrepublikańskiej volkistowskiej organizacji paramilitarnej. Odszedł z jej szeregów w 1930 roku. Został członkiem SA i NSDAP 30 października 1930 roku. W 1932 roku wyemigrował do Niemiec i zasilił szeregi SS. 1 października 1934 wstąpił do SS-Verfügungstruppe i był dowódcą plutonu do 18 marca 1935 roku. Został słuchaczem pierwszej klasy SS-Führerschule, gdzie zdał egzaminy i został awansowany do rangi SS-Standartenoberjunkra w styczniu 1936. W 1937 roku awansowano go do stopnia SS-Hauptsturmführera i skierowano na przeszkolenie do RuSHA, po czym wrócił na szkolenie do Brunszwiku, gdzie został instruktorem. W 1939 roku został adiutantem Konstantina von Neuratha, który był wówczas protektorem Czech i Moraw.

## Okres II wojny światowej
1 października 1940 roku został dowódcą SS-Standarte „Der Führer”. 10 lutego 1941 został dowódcą batalionu SS-Standarte 7, który dopiero co został zreorganizowany i zmotoryzowany. Augsberger pozostawał na tym stanowisku do grudnia 1941, kiedy został awansowany do stopnia SS-Sturmbannführera. W lipcu 1941 otrzymał Krzyż Żelazny II Klasy, 15 września 1941 roku I Klasy, a 15 stycznia 1942 roku Szturmową Odznaką Piechoty (niem.Infanterie Sturmabzeichen). 20 kwietnia 1942 został SS-Obersturmbannführerem. Ponadto 30 maja 1942 roku otrzymał Złoty Krzyż Niemiecki.
Gdy Adolf Hitler nakazał stworzenie jednostki SS złożonej z Estończyków, Augsberger został jej dowódcą. Został awansowany na SS-Standartenführera w lipcu 1943. W październiku 1943 wyjechał z brygadą estońską z poligonu ćwiczebnego SS Heidelager w Pustkowie pod Dębicą na front wschodni, gdzie brał udział w zwalczaniu partyzantki radzieckiej. W 1944 roku Estoński Legion SS przemianowano na 20 Dywizję Grenadierów SS. Początkowo Estończycy byli wobec Augsbergera nieufni, jednak z czasem zyskał ich zaufanie i sympatię. Awansował na SS-Oberführera w styczniu 1944, a na SS-Brigadeführera w czerwcu tego samego roku.
Został zabity w marcu 1945 wskutek wybuchu bomby w koszarach w Prudniku, kiedy wojska radzieckie otoczyły miasto. Kilka dni wcześniej został odznaczony Krzyżem Rycerskim, który otrzymał z rąk Generalfeldmarschalla Ferdinanda Schörnera.

## Awanse
- SS-Mann (luty 1934)
- SS-Unterscharführer (20 kwietnia 1934)
- SS-Oberscharführer (1 czerwca 1934)
- SS-Hauptscharführer (1 kwietnia 1935)
- SS-Standartenoberjunker (styczeń 1936)
- SS-Obersturmführer (1 lipca 1936)
- SS-Hauptsturmführer (1 czerwca 1937)
- SS-Sturmbannführer (1 grudnia 1941)
- SS-Obersturmbannführer (20 kwietnia 1942)
- SS-Standartenführer (1 lipca 1943)
- SS-Oberführer (30 stycznia 1944)
- SS-Brigadeführer und Generalmajor der Waffen-SS (21 czerwca 1944)

## Odznaczenia
- Medal Pamiątkowy 13 marca 1938 (Medaille zur Erinnerung an den 13. März 1938) – 1938
- Krzyż Żelazny II Klasy (Eisernes Kreuz II klasse) – lipiec 1941
- Krzyż Żelazny I Klasy (Eisernes Kreuz I klasse) – 15 września 1941
- Szturmowa Odznaka Piechoty (Infanterie Sturmabzeichen) – 15 stycznia 1942
- Złoty Krzyż Niemiecki (Deutsches Kreuz in Gold) – 30 maja 1942
- Medal za Kampanię Zimową na Wschodzie 1941/1942 (Medaille „Winterschlacht im Osten 1941/42”) – 20 lipca 1942
- Krzyż Rycerski Krzyża Żelaznego (Ritterkreuz des Eisernen Kreuzes) – 8 marca 1945
- Odznaka za Służbę w SS II Klasy (SS-Dienstauszeichnungen 2. Stufe)[3]